# Geukan jigeop
Geukan jigeop (극한직업?), noto anche con il titolo internazionale in lingua inglese Extreme Job, è un film del 2019 diretto da Lee Byeong-heon.

## Trama
Un gruppo di giovani investigatori della squadra narcotici, capitanati da Go, dopo l'ennesimo insuccesso vengono incaricati di sorvegliare una pericolosa banda di spacciatori. Per farlo, aprono come copertura un ristorante di pollo, la cui specialità diventa incredibilmente estremamente popolare, tanto da farli diventare celebri. Il gruppo deve così gestire l'inaspettata situazione, senza tuttavia trascurare il proprio obiettivo originario.

## Distribuzione
In Corea del Sud, la pellicola è stata distribuita a partire dal 23 gennaio 2019 da CJ Entertainment.